# De Berkjes
Het huis De Berkjes aan de Dalweg 7 is een rijksmonument in Baarn in de provincie Utrecht. 
Het werd in 1932 ontworpen door en voor architect Jos Overtoom. Het huis is in de kubistisch expressionistische stijl gebouwd, in de stijl van Dudok. De delen en de ornamenten van het huis hebben een geometrische vorm.